# 퍼킨스 4.108엔진
퍼킨스 4.108엔진은 현대 4.108엔진으로 불리며 현대자동차가 1977년부터 1981년까지 영국 퍼킨스 사로부터 기술제휴를 얻어서 생산한 엔진이다.

## 특징
배기량은 1,760cc였으며 엔진 모델명에서 4는 4기통을, 108은 108 세제곱인치 배기량을 의미한다. 따라서 4.108은 4기통, 108은 1,760cc가 된다.
이 엔진은 대한민국에서는 디젤 엔진으로만 생산되었다.

## 엔진 장착 차종

### 현대자동차
이 엔진은 포터의 1세대 모델인 HD 1000에 얹혔다.

### 해외
- 포드 트랜싯
- Bedford CA
- 오펠 블리츠
- 알파 로메오 F12
- 알파 로메오 A12
- 알파 로메오 줄리아
- 세아트 131